# Seltenbach (Main)
Der Seltenbach ist ein etwa drei Kilometer langer rechter Zufluss des Mains bei Klingenberg am Main im Landkreis Miltenberg im bayerischen Spessart.

## Geographie

### Verlauf
Der Seltenbach entspringt westlich von Schmachtenberg zwischen dem Eicher (313 m) und dem Bischberg (320 m) an der Kreisstraße MIL 2. Er tritt kurz nach seiner Quelle in ein tief eingeschnittenes Kerbtal ein, die Seltenbachschlucht. Am alten Tonwerk, das im Jahr 2011 geschlossen wurde, mündet ihm von rechts der von Mechenhard herabfließende Rauschengraben zu. Der Seltenbach durchzieht die unterhalb der Clingenburg liegende, westlich laufende Seltenbachschlucht und wird dabei von etwa 15 Holzbrücken überquert. Nachdem ihn eine große Sandsteinbrücke überspannt hat, erreicht er die Stadt Klingenberg, wo er unter der Staatsstraße 2309 durchgeleitet wird. Unterhalb der Mainbrücke mündet er in der Nähe der Schule in den Main.

### Zuflüsse
- Rauschengraben (rechts)

## Geologie

### Seltenbachschlucht

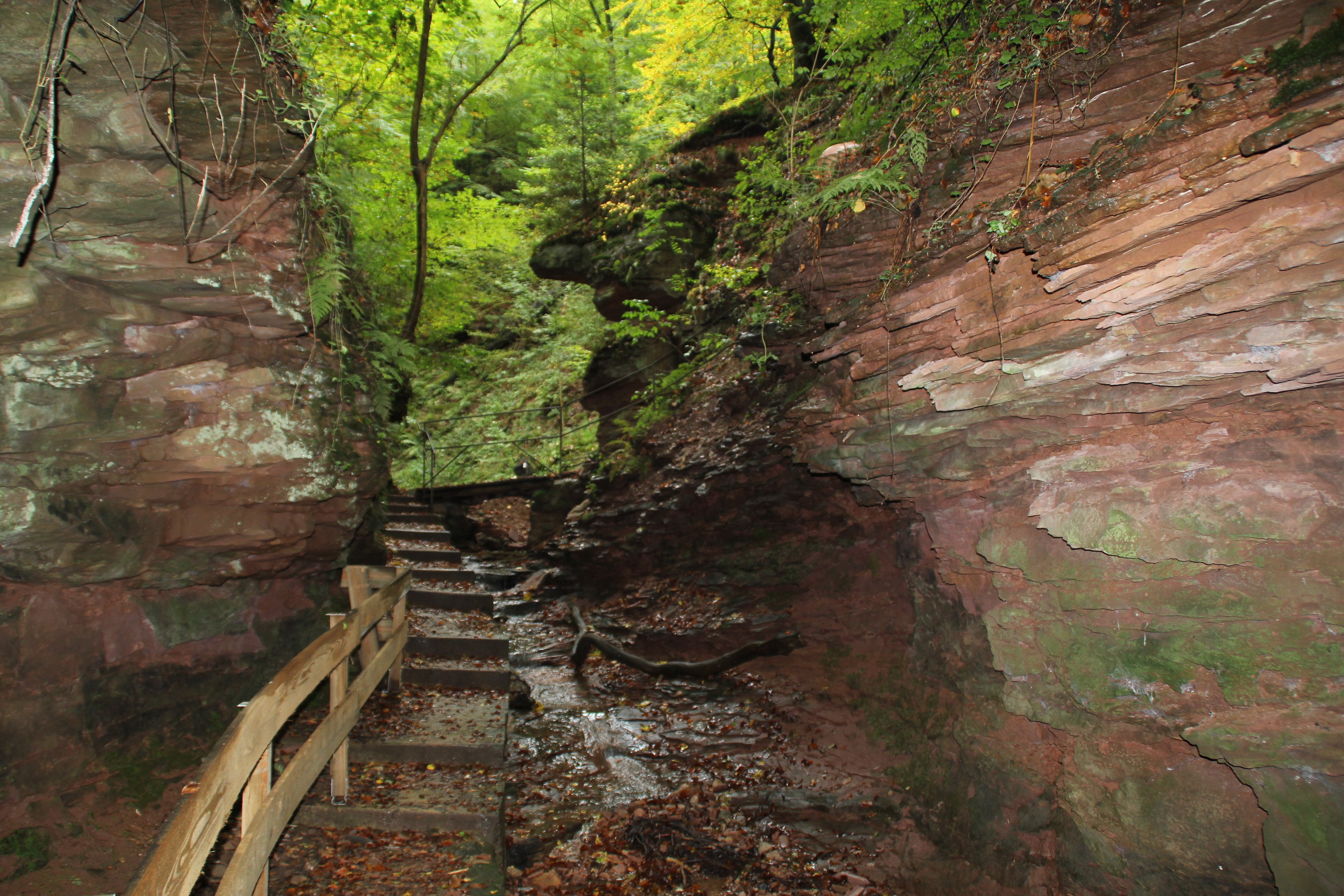
Die Buntsandsteinfelsen des Spessarts in der Seltenbachschlucht

Die Seltenbachschlucht östlich von Klingenberg am Main ist ein enges Kerbtal. Diese sogenannte Klinge gab der alten Clingenburg und später der Stadt Klingenberg die Namen. In der Schlucht sind rote, gelbe und weiß gestreifte Gesteine aus der Zeit des Mittleren Buntsandstein aufgeschlossen.
Die ältesten Schichten dieses Buntsandsteins entstanden vor etwa 250 Millionen Jahren durch fluviatile Sedimentation, als die weit verfächerten Urflusssysteme bei Hochwasser mitgeführten Sand, Ton und Geröll absetzten. Dieses Material stammt hauptsächlich aus den Hochgebieten wie dem Vindelizischem Land. Die Schräg- und Kreuzschichtungen in den Sandsteinfelsen bezeugen wechselnde Strömungsrichtungen der Urflüsse.
Vor etwa zwei Millionen Jahren, im Pleistozän (Eiszeit), schnitt sich der Main in die flache Landschaft ein. Dadurch gruben sich auch die seitlichen Nebenbäche wie der Seltenbach ein, steile Schluchten entstanden. Die besonders widerstandsfähigen Gesteinsschichten wurden dabei vom Wasser freigelegt und erodiert.
Die Seltenbachschlucht wurde vom Bayerischen Landesamt für Umwelt als Geotop 676R003 ausgewiesen (siehe Liste der Geotope im Landkreis Miltenberg) und im Mai 2011 in die Liste der schönsten Geotope in Bayern aufgenommen. Eine ähnliche Buntsandsteinklinge in der Region ist die Schlucht des Röttbachs bei Kreuzwertheim.

## Biologie
Am Seltenbach leben Molche und Feuersalamander. Die Laubbäume in der Schlucht sind mit Moosen und Efeu bewachsen.